# Финлей-Фройндлих, Эрвин
Э́рвин Фи́нлей-Фро́йндлих (или Финлей-Фрейндлих, нем. Erwin Finlay-Freundlich, 1885—1964) — немецкий астроном. Принимал участие в обсуждении и проверке общей теории относительности.
Член Королевского общества Эдинбурга (1941). В его честь назван лунный кратер Фрейндлих.

## Биография и научная деятельность
Родился в Бибрихе, ныне пригород Висбадена. Отец — Фридрих Филипп Эрнст Фройндлих, директор фабрики, сын немца и еврейки, мать — шотландка Эллен Элизабет Финлейсон (Ellen Elisabeth Finlayson). Младший брат Эрвина, Герберт Финлей-Фройндлих, стал известным химиком.
В 1910 году Эрвин Финлей-Фройндлих закончил Гёттингенский университет и защитил там диссертацию, научным руководителем его был Феликс Клейн. Далее Финлей-Фройндлих работал ассистентом в Берлинской обсерватории, в этот период он познакомился с работами Альберта Эйнштейна по новой теории тяготения (Общая теория относительности, ОТО) и вступил с ним в переписку. В письмах и при личных встречах они обсуждали пути развития и опытной проверки эйнштейновской теории тяготения. Эйнштейн в 1911 году написал статью, где обосновал отклонение луча света в гравитационном поле и призвал астрономов проверить эту гипотезу. Финлей-Фройндлих высказал опасение, что отделить гравитационное отклонение света от преломления того же луча в солнечной атмосфере будет сложно, и предложил вместо Солнца использовать Юпитер. Эйнштейн отверг эту идею, так как, по его расчётам, для Юпитера отклонение будет в 100 раз меньше, чем для Солнца, и выразил опасение, что достоверное измерение станет невозможным.
В дальнейшем Финлей-Фройндлих активно участвовал в обсуждении проверки этого и других неклассических эффектов (красного смещения и смещения перигелия Меркурия) как в эйнштейновской, так и в альтернативных теориях тяготения. Эйнштейн в письме Зоммерфельду (1916 год) писал: «Фройндлих был единственным из коллег, кто поддерживал меня в моих стремлениях в области общей теории относительности». В 1916 году Финлей-Фройндлих опубликовал книгу «Основы теории тяготения Эйнштейна», предисловие к которой написал сам Эйнштейн.
В 1913 году Финлей-Фройндлих женился на Кэте Хиршберг (Käte Hirschberg). Брак остался бездетным, и после смерти сестры жены они взяли на воспитание её детей, Ганса и Ренату.
В 1914 году учёный поехал в Россию, чтобы, воспользовавшись солнечным затмением, проверить эйнштейновскую теорию тяготения, но помешала война. Фройндлих как гражданин вражеской страны был интернирован и вскоре обменян на одного из пленных русских офицеров.

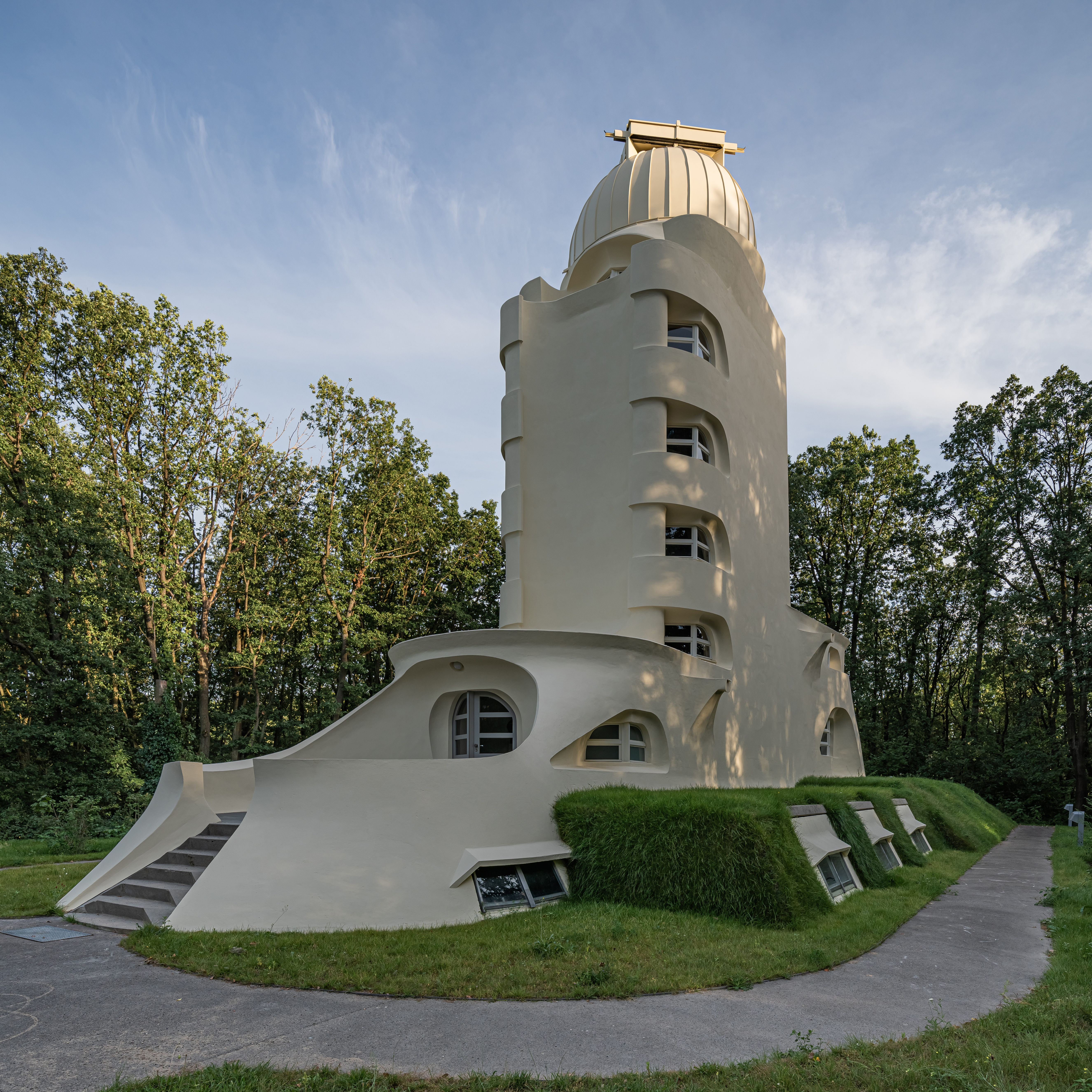
«Башня Эйнштейна» в Потсдаме

После войны Финлей-Фройндлих принял активное участие в строительстве солнечной обсерватории в Потсдаме, прозванной «Башней Эйнштейна». После ввода обсерватории в строй был назначен директором исследовательского института при ней. В 1926 и 1929 годах организовал и возглавил экспедицию на Суматру для измерения (в момент затмения) отклонения лучей света в поле тяготения, предсказанного ОТО.
С приходом нацистов в 1933 году к власти в Германии Фройндлих был вынужден покинуть страну, поскольку как его бабушка по отцу, так и жена Кэте были еврейками. Несколько лет он провёл в Стамбульском университете, где также организовал строительство обсерватории. В 1937—1939 годах был профессором астрономии в Праге, затем по рекомендации Артура Эддингтона получил в Сент-Эндрюсском университете (Шотландия) место профессора астрономии.
В 1953 году Фройндлих, совместно с Максом Борном, выдвинул гипотезу «старения света» для объяснения космологического красного смещения.
В 1959 году Фройндлих вышел в отставку и вернулся в родной Висбаден, где и умер пять лет спустя.

## Основные труды
- Analytische Funktionen mit beliebig vorgeschriebenem, unendlich-blättrigem Existenzbereiche, Dissertation, Göttingen, 1910
- Über einen Versuch, die von A. Einstein vermutete Ablenkung des Lichtes in Gravitationsfeldern zu prüfen, Astronomische Nachrichten 193 (1913) 369
- Die Grundlagen der Einsteinschen Gravitationstheorie. Mit einem Vorwort von Albert Einstein, Berlin: Springer, 1916.
- Das Turmteleskop der Einstein-Stiftung, Berlin: Julius Springer, 1927
- (mit Harald v. Klüber und Albert von Brunn) Weitere Untersuchungen über die Bestimmung der Lichtablenkung im Schwerefeld der Sonne, Potsdam : [Astrophysik. Observatorium, Einstein-Inst.], 1933. (Annalen von der Bosscha-Sterrenwacht, Lembang (Java))
- Erwin Finlay-Freundlich, Max Born. Über die Rotverschiebung der Spektrallinien. Theoretische Bemerkungen zu Freundlichs Formel für die stellare Rotverschiebung. — Göttingen: Vandenhoeck & Ruprecht, 1953, S. 96-108 (Nachrichten der Akademie der Wissenschaften in Göttingen, Jg. 1953, Nr. 7)